# Ernest Lespinasse
Ernest Lespinasse (Hautmont, Nord, 20 d'octubre de 1897 – Hautmont, 22 de novembre de 1927) va ser un gimnasta artístic francès que va competir en els anys posteriors a la Primera Guerra Mundial.
El 1920 va prendre part en els Jocs Olímpics d'Anvers, on guanyà la medalla de bronze en el concurs complet per equips del programa de gimnàstica.